# Ozenx-Montestrucq
Ozenx-Montestrucq ist eine französische Gemeinde mit 378 Einwohnern (Stand 1. Januar 2022) im Département Pyrénées-Atlantiques in der Region Nouvelle-Aquitaine (vor 2016: Aquitanien). Die Gemeinde gehört zum Arrondissement Pau und zum Kanton Le Cœur de Béarn (bis 2015: Kanton Lagor).
Der Name in der gascognischen Sprache lautet Ausencs-Montestruc. Die Bewohner werden Ozenxais und Ozenxaises oder Montestrucois und Montestrucoises genannt.

## Geographie
Ozenx-Montestrucq liegt ca. 55 km nordwestlich von Pau und ca. 7,5 km südlich von Orthez in der historischen Provinz Béarn.
Umgeben wird der Ort von den Nachbargemeinden:
| Lanneplaà         | Orthez                                      |              |
| L’Hôpital-d’Orion | Kompassrose, die auf Nachbargemeinden zeigt | Laà-Mondrans |
| Orion             | Orriule Castetbon                           | Loubieng     |

Ozenx-Montestrucq liegt im Einzugsgebiet des Flusses Adour. Der Saleys, ein Nebenfluss des Gave d’Oloron, durchströmt mit seinem Zufluss, dem Arriougrand, das Gebiet der Gemeinde. Ebenso bewässert der Ruisseau l’Ozenx, ein Nebenfluss des Laâ, das Gemeindegebiet.

## Geschichte
In der Volkszählung des Béarn im Jahre 1385 wurden in Ozenx wie in Montestrucq jeweils 45 Haushalte gezählt. Beide Dörfer gehörten zur Bailliage von Castetner. Im 16. Jahrhundert war Montestrucq Hauptort einer Bailliage, die neben Montestrucq auch L’Hôpital-d’Orion umfasste. In Ozenx gab es ein Laienkloster, Vasall des Vicomtes von Béarn. Seinem Abt gehörte im 17. Jahrhundert eine Wassermühle, in der alle Dorfbewohner ihr Mehl mahlen lassen mussten. Im 19. Jahrhundert war eine bekannte Quelle vielbesucht wegen der heilenden Kräfte gegen Ekzeme, die ihrem Wasser zugeschrieben wurden.
Am 30. Juni 1972 haben sich die Gemeinden Ozenx und Montestrucq zur Gemeinde Ozenx-Montestrucq zusammengeschlossen.
Toponyme und Erwähnungen von Ozenx waren:
- Osenx (12. Jahrhundert, Kopialbuch der Abtei Saint-Jean de Sorde, S. 15),
- Osencs (1282, Kopialbuch von Orthez, Blatt 5),
- Ossenx (1385, Volkszählung im Béarn, Blatt 2),
- Sent-Pee d’Osencx und Ozencxs (1457 bzw. 1476, Notare von Castetner, Blatt 84 und 108),
- Ozenxs, Osencxs und Oussenxs (1536, 1556 bzw. 1568, Manuskriptsammlung des 16. bis 18. Jahrhunderts),
- Ossenxs (1568, Urkunden des Larbaigtals),
- Ozenx (1750, Karte von Cassini),
- Ozeux (1793 und 1801, Notice Communale bzw. Bulletin des Lois) und
- Ozenx (1863, Dictionnaire topographique du département des Basses-Pyrénées).[4][5][6]

Toponyme und Erwähnungen von Montestrucq waren:
- Montastruc (1385, Volkszählung im Béarn, Blatt 4),
- Montestrucq (1750, Karte von Cassini),
- Montatrucq (1793, Notice Communale),
- Montestruc (1801, Bulletin des Lois) und
- Montestrucq (1863, Dictionnaire topographique du département des Basses-Pyrénées).[4][5][7]

### Einwohnerentwicklung
Nach einem Höchststand der Einwohnerzahl von rund 390 in der ersten Hälfte des 19. Jahrhunderts reduzierte sich die Zahl bei kurzen Erholungsphasen bis zum Zusammenschluss der beiden ehemaligen Gemeinden Ozenx und Montestrucq auf rund 200. In der Folge ist ein leichtes Bevölkerungswachstum zu verzeichnen.
| Jahr      | 1962 | 1968 | 1975 | 1982 | 1990 | 1999 | 2006 | 2009 | 2022 |
| --------- | ---- | ---- | ---- | ---- | ---- | ---- | ---- | ---- | ---- |
| Einwohner | 224  | 204  | 363  | 374  | 376  | 370  | 354  | 354  | 378  |

## Sehenswürdigkeiten
- Pfarrkirche von Ozenx-Montestrucq, gewidmet dem Apostel Petrus. Sie wurde zwischen 1888 und 1905 als Ersatz für eine damals als zu alt angesehene Kirche errichtet. Der in der Region bekannte Glasmalermeister Louis Gesta aus Toulouse stattete sie im Jahre 1900 mit Glasfenstern aus. Drei dieser Fenster verschönern den Chor. Zwei religiöse Persönlichkeiten werden auf langen, schmalen Fenstern dargestellt, während ein Okulus in der Mitte ein strahlenförmiges Licht auf das Kreuz über den Tabernakel wirft. Der Langbau mit einem Kirchenschiff und der Glockenturm über dem Eingangsvorbau mit einem mit Schiefer gedeckten Helm sind bauliche Elemente, die typisch für die Region sind.[10][11]

- Kirche in Montestrucq, geweiht dem Apostel Johannes. Das markante Element der Kirche ist ihr wuchtiger Glockenturm über dem Eingangsvorbau mit zwei spitzbogenförmigen Eingängen. Er ist mit zwei soliden Strebewerken und einer mit Schiefer gedeckten Glockenhaube mit Laterne ausgestattet. Spuren ehemaliger Fensteröffnungen und Schießscharten lassen vermuten, dass der Glockenturm ein Überbleibsel der ehemaligen Burg von Ozenx-Montestrucq ist. Zu früheren Zeiten wird der erhöhte Standort sicherlich mit Mauern und Graben umgeben sein. Das Kircheninnern birgt u. a. ein Taufbecken aus Marmor mit einem kupfernen Deckel, ein Weihwasserbecken in Form einer Muschel und einen Kreuzweg mit mehrfarbigem Gipstafeln.[12]

- Laienkloster. Es wurde im 19. Jahrhundert restauriert und erweitert. Das Laienkloster besteht u. a. aus einem Haupthaus, das von einem kleinen, abgeschlossenen Park umsäumt ist. Es wurde durch einige Meiereien, übergroße Scheunen, Pferdeställe und einem Weinkeller erweitert. In letzteren wurde der Teil der Weinernte von den Halbpächtern gelagert, der dem Besitzer des Laienklosters zustand. Vermutlich ist im 19. Jahrhundert auch ein hoher, mehrstöckiger Turm an das Hauptgebäude angebaut worden. Er ist mit kleinen Fenstern und einer Glockenhaube aus Zink mit einer langen, schmalen Turmspitze ausgestattet. Als einem der bekanntesten Bewohner des Laienklosters im Laufe der Jahrhunderte ist Léon Bérard zu erwähnen.[13][14]

- Anwesen. Es datiert aus dem 17. Jahrhundert und wurde in der Folge erweitert, insbesondere von seinem Besitzer im 19. Jahrhundert, einem Bischof. Das Anwesen besteht aus zwei nebeneinanderliegender Gebäuden, einer Scheune und einem Weinkeller, in dem die Halbpächter die Weintrauben zum Keltern brachten.[15] Neben diesem Weinkeller ließ der Bischof von 1870 bis 1875 eine Kapelle errichten. Der Bau gehört zu einer Welle von günstig gebauten Kirchengebäuden in dieser Region in jener Zeit. Sein sachlicher Stil vertritt den damaligen Geschmack. Die Giebelfassade zeigt einen Eingang mit einer leicht geschwungenen Einfassung aus weißen Steinen. Den gleichen Rahmen erhielt ein dreiteiliges Fenster über dem Eingang.[16]

- Taubenschlag. Das Haus Maisonnave in Ozenx-Montestrucq hat einen außergewöhnlichen Taubenschlag, der auf einem Torbogen gebaut ist, der die landwirtschaftlichen Gebäude vom restlichen Wohnsitz abtrennt. Der Bau eines solchen Taubenschlags war erst nach der Französischen Revolution erlaubt, denn zu Zeiten des Ancien Régimes war dies ein Privileg der Adeligen.[17]

## Wirtschaft und Infrastruktur

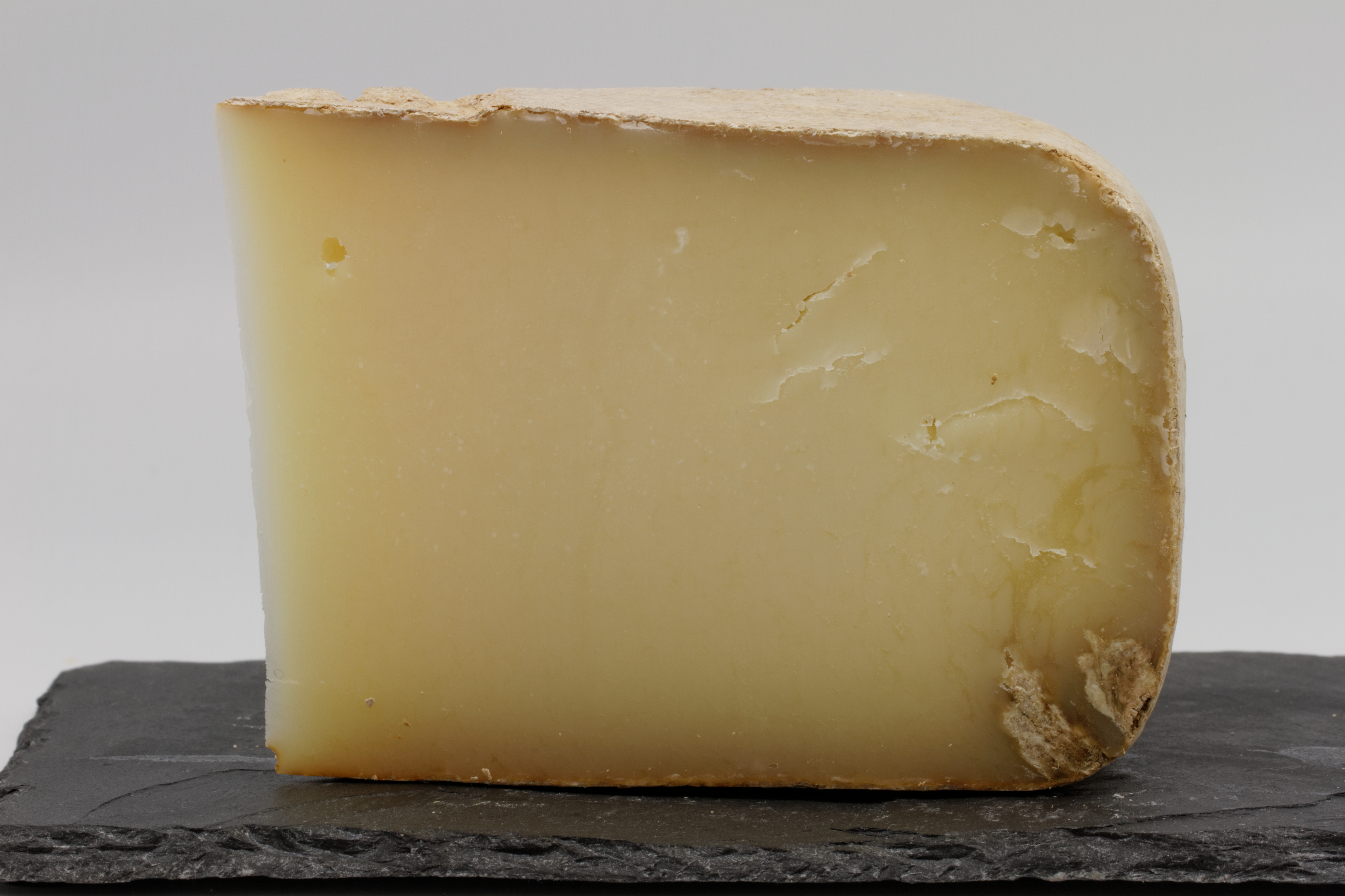
Ossau-Iraty

Die Viehzucht ist traditionell der wichtigste Wirtschaftsfaktor der Gemeinde. Ozenx-Montestrucq liegt in der Zone AOC des Ossau-Iraty, eines traditionell hergestellten Schnittkäses aus Schafmilch.

### Bildung
Die Gemeinde verfügt über eine öffentliche Grundschule mit 20 Schülerinnen und Schülern im Schuljahr 2017/2018.

### Sport und Freizeit
Ein leichter Rundweg von 8,5 km Länge mit einem Höhenunterschied von 200 m führt von Montestrucq nach L’Hôpital-d’Orion. Hierbei folgt er auf einem kurzen Abschnitt der Via Lemovicensis, einem der vier Jakobswege. Nach der Ankunft in L’Hôpital-d’Orion gelangt man über eine andere Streckenführung wieder zurück nach Montestrucq.

### Verkehr
Ozenx-Montestrucq wird durchquert von der Route départementale 265.

## Persönlichkeiten
Léon Bérard, geboren am 6. Januar 1876 in Sauveterre-de-Béarn, gestorben am 24. Februar 1960 in Paris, war Rechtsanwalt, Schriftsteller und ein konservativer französischer Politiker der Dritten Französischen Republik. Er wohnte zeitweise im ehemaligen Laienkloster von Ozenx-Montestrucq.